# Mayetta, Kansas
Mayetta là một thành phố thuộc quận Jackson, tiểu bang Kansas, Hoa Kỳ. Năm 2010, dân số của xã này là 341 người.